# Келль-ам-Зе
Келль-ам-Зе (нем. Kell am See) — община в Германии, в земле Рейнланд-Пфальц.
Входит в состав района Трир-Саарбург. Подчиняется управлению Келль-ам-Зе. Население составляет 1916 человек (на 31 декабря 2010 года). Занимает площадь 28,26 км².